# La Courbe

La Courbe este o comună în departamentul Orne, Franța. În 1 ianuarie 2018 avea o populație de 62 de locuitori.